# 玉桃
玉桃，传说中的桃子，吃了能长生不老。
北魏贾思勰《齐民要术·桃》：“《神农经》曰：‘玉桃，服之长生不死。若不得早服之，临死日服之，其尸毕天地不朽。”
另说为海蚌。
唐段成式《酉阳杂俎·鳞介》：“玉桃，似蚌，长二寸，广五寸，壳中柱炙之如牛头胘项。”
晋 郭璞 《江赋》：“玉珧海月，土肉石华。”